# Assemblée provinciale du Lualaba
Bureau définitif
Kolwezi
L'Assemblée provinciale du Lualaba est l'organe législatif de la province du Lualaba, en République démocratique du Congo. Elle joue un rôle crucial dans la gestion politique, économique et sociale de la province, tout en veillant au respect des lois et des institutions démocratiques.

## Historique
L'assemblée provinciale du Lualaba a été établie dans le cadre de la décentralisation instituée par la Constitution de 2006. Cette décentralisation visait à renforcer l'autonomie des provinces afin d'améliorer la gouvernance et la participation citoyenne.

### Siège
Le siège de l'assemblée provinciale du Lualaba se trouve dans la ville de Kolwezi, chef-lieu de la province. Le bâtiment abritant l’assemblée est conçu pour accueillir les sessions plénières et les réunions des commissions. Il est équipé d’installations modernes pour faciliter les débats et les activités législatives.

## Corps et structure
L'assemblée provinciale est composée de différents organes et instances qui travaillent en synergie pour accomplir ses missions.

### Membres
L'assemblée provinciale du Lualaba est composée de députés provinciaux élus au suffrage universel direct. Le nombre de membres est déterminé en fonction de la population de la province, conformément à la loi électorale.

### Bureau de l'assemblée
Le Bureau de l'assemblée provinciale est l'organe dirigeant qui assure la gestion quotidienne des activités de l'institution,. Il est composé :
- D'un président,
- D'un vice-président,
- D'un rapporteur,
- D'un rapporteur adjoint,
- Et d'un questeur.

### Commissions permanentes
Les commissions permanentes sont des organes internes chargés d'examiner les questions spécifiques avant leur présentation en session plénière,,. Parmi les commissions les plus actives figurent :
- La commission des affaires économiques et financières,
- La commission des infrastructures et du développement,
- La commission de la santé et de l'éducation,
- La commission des droits humains et de la justice.

## Rôles et missions
L'assemblée provinciale du Lualaba exerce plusieurs fonctions essentielles, notamment :
- Législative : Adoption des édits provinciaux et contrôle de leur mise en application[7].
- Budgétaire : Vote et contrôle de l'exécution du budget provincial.
- De contrôle : Surveillance des activités du gouvernement provincial et des entités publiques[8],[9].
- Représentative : Écoute et transmission des préoccupations des citoyens au niveau provincial.

## Défis et enjeux
L'assemblée provinciale du Lualaba fait face à plusieurs défis, parmi lesquels :
- La transparence : Améliorer la gestion des ressources publiques et lutter contre la corruption.
- L'inclusivité : Assurer une représentation équitable des groupes sociaux, y compris les femmes et les jeunes.
- Le développement : Adopter des lois qui soutiennent le développement économique et social durable de la province[10].
- La stabilité politique : Maintenir un équilibre entre les différents acteurs politiques pour éviter les conflits.

Malgré ces défis, l'Assemblée provinciale du Lualaba s'efforce de remplir son mandat avec efficacité, dans l'intérêt de la population.